# Vera Barbosa
Vera Lúcia Mendes Barbosa (Vila Franca de Xira, 13 gennaio 1989) è un'ostacolista e velocista capoverdiana naturalizzata portoghese.

## Record nazionali
- 400 metri ostacoli: 55"22 ( Londra, 5 agosto 2012)

## Palmarès
| Anno                             | Manifestazione             | Sede           | Evento        | Risultato  | Prestazione | Note             |
| -------------------------------- | -------------------------- | -------------- | ------------- | ---------- | ----------- | ---------------- |
| In rappresentanza di Capo Verde  |                            |                |               |            |             |                  |
| 2007                             | Mondiali                   | Osaka          | 400 m piani   | Batteria   | 58"56       |                  |
| 2008                             | Mondiali indoor            | Valencia       | 400 m piani   | Batteria   | 57"55       |                  |
| In rappresentanza del Portogallo |                            |                |               |            |             |                  |
| 2009                             | Giochi della Lusofonia     | Lisbona        | 400 m piani   | 5ª         | 54"89       |                  |
| 2009                             | Giochi della Lusofonia     | Lisbona        | 4×400 m       | Argento    | 3'37"90     |                  |
| 2009                             | Europei under 23           | Kaunas         | 400 m piani   | Batteria   | 54"84       |                  |
| 2010                             | Campionati ibero-americani | San Fernando   | 400 m piani   | 7ª         | 55"50       |                  |
| 2010                             | Campionati ibero-americani | San Fernando   | 4×400 m       | 6ª         | 3'39"37     |                  |
| 2011                             | Europei under 23           | Ostrava        | 400 m hs      | 4ª         | 55"81       |                  |
| 2011                             | Europei under 23           | Ostrava        | 4×400 m       | 6ª         | 3'37"28     |                  |
| 2011                             | Mondiali                   | Taegu          | 400 m hs      | Semifinale | 57"70       |                  |
| 2012                             | Europei                    | Helsinki       | 400 m hs      | Semifinale | 56"58       |                  |
| 2012                             | Europei                    | Helsinki       | 4×400 m       | Batteria   | 3'40"79     |                  |
| 2012                             | Giochi olimpici            | Londra         | 400 m hs      | Semifinale | 56"27       |                  |
| 2014                             | Europei                    | Zurigo         | 400 m hs      | Semifinale | 56"33       |                  |
| 2014                             | Europei                    | Zurigo         | 4×400 m       | Batteria   | 3'35"41     |                  |
| 2016                             | Europei                    | Amsterdam      | 400 m hs      | Semifinale | 57"92       |                  |
| 2016                             | Giochi olimpici            | Rio de Janeiro | 400 m hs      | Batteria   | 57"28       |                  |
| 2021                             | World Relays               | Chorzów        | 4×400 m mista | Batteria   | 3'21"51     |                  |
| 2022                             | Giochi del Mediterraneo    | Orano          | 400 m hs      | 5ª         | 56"82       |                  |
| 2022                             | Mondiali                   | Eugene         | 400 m hs      | Batteria   | 56"79       |                  |
| 2022                             | Europei                    | Monaco         | 400 m hs      | Batteria   | 57"10       |                  |
| 2024                             | Mondiali indoor            | Glasgow        | 4×400 m       | Batteria   | 3'31"93     | Record nazionale |
| 2024                             | World Relays               | Nassau         | 4×400 m       | Batteria   | 3'35"64     |                  |
| 2024                             | Europei                    | Roma           | 400 m hs      | Batteria   | 56"81       |                  |
| 2024                             | Europei                    | Roma           | 4x400 m       | Batteria   | 3'26"05     | Record nazionale |

## Altre competizioni internazionali
2014
- Argento agli Europei a squadre ( Tallinn), 400 m hs - 57"04

2017
- Bronzo agli Europei a squadre ( Vaasa), 400 m hs - 56"93

2019
- Argento agli Europei a squadre ( Sandnes), 4×400 m - 3'33"95